# De neven Dalton
De neven Dalton (Les Cousins Dalton) is het twaalfde album uit de stripreeks Lucky Luke. Het verhaal werd geschreven door René Goscinny en getekend door Morris en verscheen in 1957 in het stripblad Spirou. Het album werd in 1958 uitgegeven door Dupuis.

## Inhoud
Het is enkele jaren geleden dat Lucky Luke afrekende met Bob, Grat, Emmett en Bill Dalton. Hun neven - Joe, Jack, William en Averell Dalton - willen hen nu wreken door ook desperado's te worden en Lucky Luke neer te schieten. Ze zijn echter nog onervaren. Daarom beginnen ze te trainen om goede desperado's te worden. Als ze zichzelf goed genoeg vinden gaan ze Lucky Luke zoeken. Als ze hem gevonden hebben, beginnen ze de stad waar Lucky zich ophoudt te belegeren. Voor het heil van de bevolking besluit Lucky zich over te geven. Hij weet de Daltons echter te overtuigen om hem bij de bende te laten, in plaats van hem dood te schieten. Lucky Luke bakt de Daltons poetsen van binnen de bende en weet uiteindelijk te ontsnappen. Als de Daltons Lucky's bedrog ontdekken willen ze wraak. Ze verspreiden zich over vier dicht bij elkaar liggende steden om Lucky te grazen te nemen. Lucky weet elke Dalton uiteindelijk te verschalken en gevangen te nemen. Hij brengt de Daltons naar de gevangenis en gaat weer op reis.

## Achtergrond
- De Neven Dalton is het eerste album waarin Joe, Jack, William en Averell Dalton voorkomen. De personages werden daarna nog vele malen gebruikt.
- Het album is eigenlijk een vervolg op het album Vogelvrij. Hierin rekent Lucky Luke af met Bob, Grat, Emmett en Bill Dalton.
- Bob, Grat, Emmett en Bill Dalton zijn gebaseerd op desperado's die werkelijk hebben bestaan (zie de Daltonbende). Hun neven Joe, Jack, William en Averell Dalton zijn fictief (zie De Daltons (Lucky Luke)).